# Oiltanking

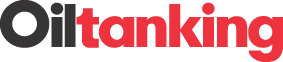
Logo von Oiltanking

Oiltanking ist eine Unternehmenssparte der Marquard & Bahls AG für den Geschäftsbereich Raffinerie, Vertrieb und Lagerung von Pflanzen- und Mineralölprodukten, Chemikalien sowie Gasen. Oiltanking umfasst mehrere Unternehmen in unterschiedlichen Ländern; es betreibt 45 Tanklager in 20 Ländern in Amerika, Europa, dem Nahen Osten, Afrika und dem asiatisch-pazifischen Raum einschließlich China und Indien. Dieser Geschäftsbereich wird unter dem Begriff Tanklagerlogistik zusammengefasst, in diesem Bereich gehört das Unternehmen zu den größten seiner Branche. Jedes Tanklager ist laut Unternehmensangaben eine eigenständige juristische Einheit, die in Deutschland unter der Oiltanking GmbH als Muttergesellschaft zusammengefasst werden.

## Unternehmensgeschichte
Das im Jahr 1972 in Hamburg gegründete Unternehmen entstand laut Unternehmensangaben aus dem Zusammenschluss unabhängiger Tanklagerbetreiber und agiert weltweit. In Deutschland betreibt es unter anderem ein Tanklager am Hamburger Hafen, wo vor allem Mineralölprodukte und Biokraftstoffe vorgehalten und umgeschlagen werden.
Anfang 1994 organisierte Marquard & Bahls einen Teil von Oiltanking als Zwischenholding für internationale Aktivitäten – das Deutschlandgeschäft blieb in der Oiltanking Deutschland GmbH – und baute seine geschäftlichen Aktivitäten seit 2001 sukzessive durch den Bau und Zukauf weiterer Chemie- und Öltanklager aus, unter anderem in Singapur und Hongkong.

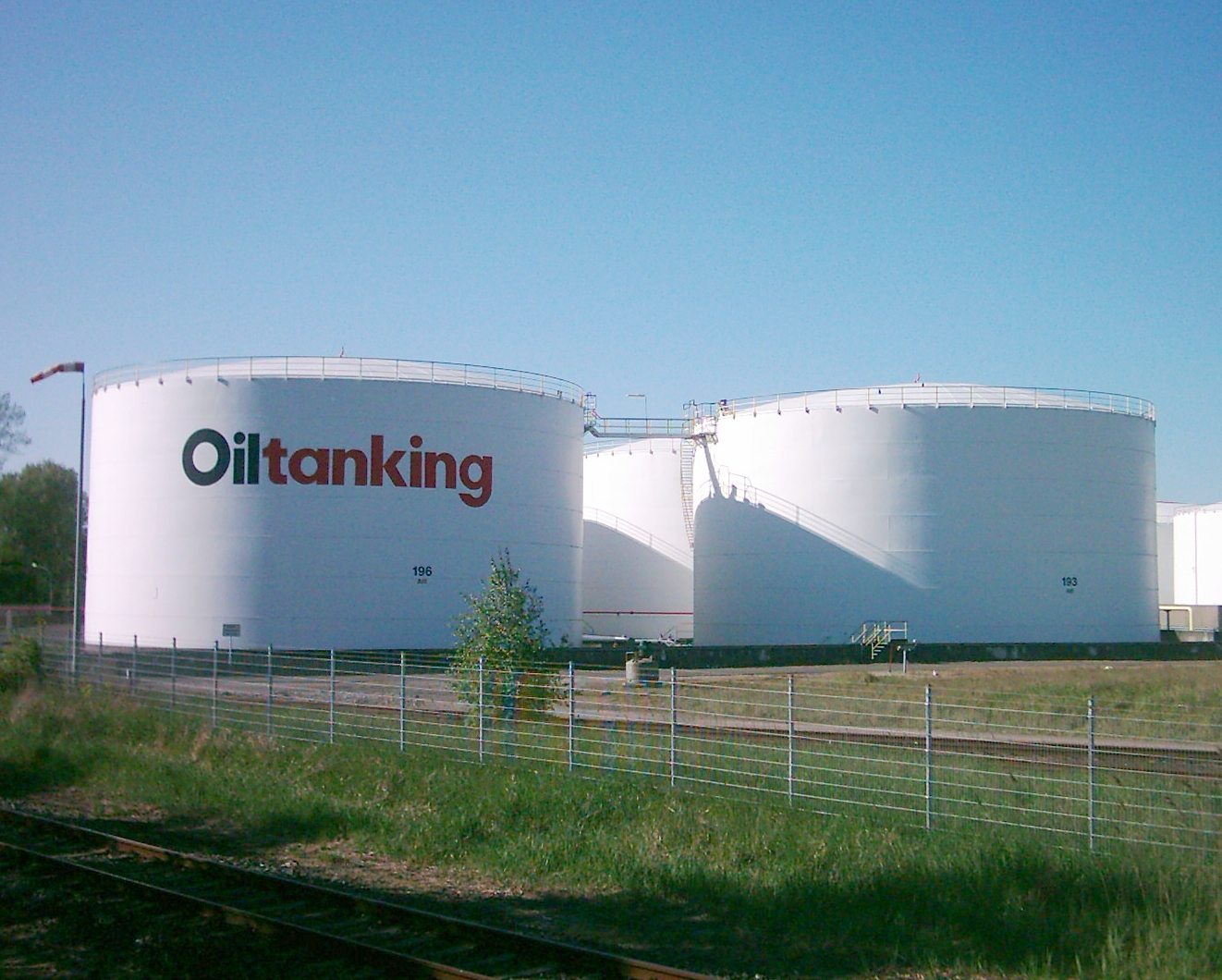
2007: Tanks auf der Hohen Schaar, Hamburg-Wilhelmsburg

Im Jahr 2002 schloss sich das Unternehmen mit Star Energy, einem im Jahr 1993 in Dubai gegründeten Unternehmen zusammen, um weitere Geschäftsmöglichkeiten auszukunden. Oiltanking gründete laut eigenen Angaben ein Joint Venture zu gleichen Anteilen und erwarb im Jahr 2004 einen Anteil von 25 % an dem Unternehmen.
Im Sommer 2011 erfolgte an der New York Stock Exchange der Teilbörsengang von Oiltanking Partners, L.P., einer amerikanischen Tochtergesellschaft mit Sitz in Houston. Im Jahr 2014 schloss sich Oil Tanking Partners im Rahmen einer Fusion mit einer Tochter von Enterprise Products Partners zusammen. Über die Dispatch-Systeme des Unternehmens werden in Deutschland jährlich 1,6 Millionen Tonnen Heizöl und 2,1 Mio. Tonnen Kraftstoff verteilt.
Oiltanking ist mit zwei anderen Investoren an einer Projektgesellschaft für das German LNG Terminal beteiligt, deren Ziel die Errichtung eines Erdgas-Terminals in Brunsbüttel ist.
Auch in Singapur soll ein weiteres dieser Terminals durch ein dafür gegründetes Joint Venture zwischen Oiltanking und Jurong Port, an dem Oiltanking einen Anteil von 40 % hält, errichtet werden.
Bundeswirtschafts- und Klimaschutzminister Robert Habeck und der Erste Bürgermeister der Freien und Hansestadt Hamburg Peter Tschentscher haben am 17. November 2022 mit dem CEO und Präsidenten von Air Products Seifi Ghasemi sowie dem CEO der Mabanaft GmbH & Co. KG Jonathan Perkins die Standortentscheidung für den Bau eines Terminals zum Import von „grünem“ Ammoniak nach Deutschland im Hafen von Hamburg verkündet. Das geplante Terminal soll ab 2026 in Betrieb gehen und für den Import von Ammoniak aus Saudi-Arabien zur Verfügung stehen, welcher durch Air Products vor Ort produziert wird. Die Oiltanking Deutschland GmbH betreibt das Terminal.

## Cyberangriff
Ein Cyberangriff auf Oiltanking und andere Unternehmen in Deutschland, Belgien und den Niederlanden löste im Februar 2022 staatsanwaltliche Ermittlungen aus. Die Angriffe zogen sich über mehrere Wochen. Federführend bei den Ermittlungen war laut „Spiegel“ die Generalstaatsanwaltschaft in Hamburg, die tätig wurde, als eines der betroffenen Unternehmen Strafanzeige stellte, auch das zuständige Landeskriminalamt ist an den Ermittlungen beteiligt;  diese bezögen sich auf den Straftatbestand der Erpressung, ermittelt würde laut „Spiegel“ gegen Unbekannt.
Der Angriff wurde an einem Samstagmorgen festgestellt, erfolgte mit einer Erpressersoftware und zielte auf die Dispositionssysteme des Unternehmens ab. Davon seien 233 Tankstellen, vor allem im norddeutschen Raum betroffen gewesen, dies entspreche 1,7 Prozent aller Tankstellen in Deutschland. Der Präsident des Bundesamts für Sicherheit in der Informationstechnik Arne Schönbohm sagte, er hielte den Angriff für „ernst, aber nicht gravierend“. Während dieser Zeit, so Schönborm weiter, sei es den Tankstellen teilweise nicht möglich gewesen, Kartenzahlungen anzunehmen oder die Preise anzupassen. Durch die Verteilung des Geschäfts auf insgesamt 26 Unternehmen bestand  jedoch nie die Gefahr eines flächendeckenden Ausfalls.
Für den Angriff soll die Ransomware Black Cat verwendet worden sein. Dem Spiegel zufolge gab es nach dem auf Oiltanking erfolgten Cyberangriff einen Angriff auf das niederländische Unternehmen Riverlake, wodurch die Entladung von Öltankern zeitweise nicht mehr möglich war. Da vor allem der Hafen von Antwerpen betroffen war, ermitteln dort die belgischen Behörden. Eine Sprecherin von Europol bot den Deutschen Behörden eine Zusammenarbeit an. Die „Welt“ berichtete ebenfalls über den Vorfall. Laut einem Experten sei der Schadcode von „BlackCat“ schon seit November bekannt gewesen, hinter dem eine Gruppe von Hackern mit dem Namen „ALPHV“ stünde.